# Финал Кубка СССР по футболу 1945
Финал Кубка СССР по футболу 1945 года состоялся 14 октября. ЦДКА победил московское «Динамо» со счётом 2:1 и стал обладателем Кубка СССР.

## Путь к финалу
| ЦДКА             | ЦДКА  | ЦДКА | Этап        | Динамо Москва      | Динамо Москва | Динамо Москва |
| ---------------- | ----- | ---- | ----------- | ------------------ | ------------- | ------------- |
| Соперник         | Место | Счёт |             | Соперник           | Место         | Счёт          |
| ВВС Москва       | Дома  | 3:0  | 1/16 финала | Спартак Ленинград  | В гостях      | 6:1           |
| Крылья Советов М | Дома  | 5:1  | 1/8 финала  | Торпедо Москва     | Дома          | 5:2           |
| Динамо Тбилиси   | Дома  | 1:0  | 1/4 финала  | Динамо Ленинград   | Дома          | 4:0           |
| Зенит Ленинград  | Дома  | 7:0  | 1/2 финала  | Трактор Сталинград | Дома          | 3:1           |

## Ход финального матча
Московские ЦДКА и «Динамо» впервые встречались в рамках финала в истории кубков СССР. Для армейцев это финал был вторым (годом ранее они уступили ленинградскому «Зениту»), для «Динамо» — также вторым, но они победили в финале Кубка СССР 1937 года тбилисских одноклубников. Кроме того, команды ранее не встречались между собой ни на одной из стадий этого турнира.
Со стартового свистка инициативой завладели футболисты «Динамо», в атаке у них выделялся нападающий Сергей Соловьёв. Он же и открыл счёт в матче на 9-й минуте, когда его прорыв завершился взятием ворот. Далее игра проходила во взаимных атаках. На 30-й минуте вратарь ЦДКА Владимир Никаноров снял мяч с ноги у прорвавшегося к нему полузащитника Василия Трофимова. В конце первого тайма натиск армейцев на ворота «Динамо» усилился. Сначала вратарь Алексей Хомич отбил казалось уже верный мяч от Всеволод Бобров, но на 45-й минуте после удара того же Боброва мяч подправил нападающий ЦДКА Валентин Николаев, и тот залетает в ворота «Динамо».
Во втором тайме, на 55-й минуте, динамовцы упустили верный шанс выйти вперёд в матче. Сбили прорывавшегося к воротам нападающего Василия Карцева и был назначен пенальти. После удара Леонид Соловьёв мяч попал в штангу и отлетел в поле, там им завладел Константин Бесков и пробил по воротам, но Владимир Никаноров взял этот удар. А вскоре армейцы забили победный гол: на 65-й минуте мяч после сильного удара полузащитника Александра Виноградова не смог удержать в руках Хомич. Попытки «Динамо» отыграться в оставшееся время были встречены надёжной игрой армейцев в обороне и счёт не изменился до финального свистка. ЦДКА впервые в своей истории стал обладателем Кубка СССР по футболу.

## Финал
| ЦДКА                          | 2:1   | Динамо Москва  |
| ----------------------------- | ----- | -------------- |
| Николаев 45′ · Виноградов 65′ | Отчёт | С. Соловьёв 9′ |

| ЦДКА:           |  |                      |
|                 |  |                      |
| Вр              |  | Владимир Никаноров   |
| Зщ              |  | Григорий Тучков      |
| Зщ              |  | Иван Кочетков        |
| Зщ              |  | Александр Прохоров   |
| ПЗ              |  | Александр Виноградов |
| ПЗ              |  | Борис Афанасьев      |
| Нап             |  | Алексей Гринин       |
| Нап             |  | Валентин Николаев    |
| Нап             |  | Григорий Федотов     |
| Нап             |  | Всеволод Бобров      |
| Нап             |  | Владимир Дёмин       |
| Главный тренер: |  |                      |
| Борис Аркадьев  |  |                      |

| ДИНАМО:         |  |                      |
|                 |  |                      |
| Вр              |  | Алексей Хомич        |
| Зщ              |  | Всеволод Радикорский |
| Зщ              |  | Михаил Семичастный   |
| Зщ              |  | Иван Станкевич       |
| ПЗ              |  | Всеволод Блинков     |
| ПЗ              |  | Леонид Соловьёв      |
| ПЗ              |  | Василий Трофимов     |
| Нап             |  | Василий Карцев       |
| Нап             |  | Константин Бесков    |
| Нап             |  | Николай Дементьев    |
| Нап             |  | Сергей Соловьёв      |
| Главный тренер: |  |                      |
| Михаил Якушин   |  |                      |